# Neurocientista

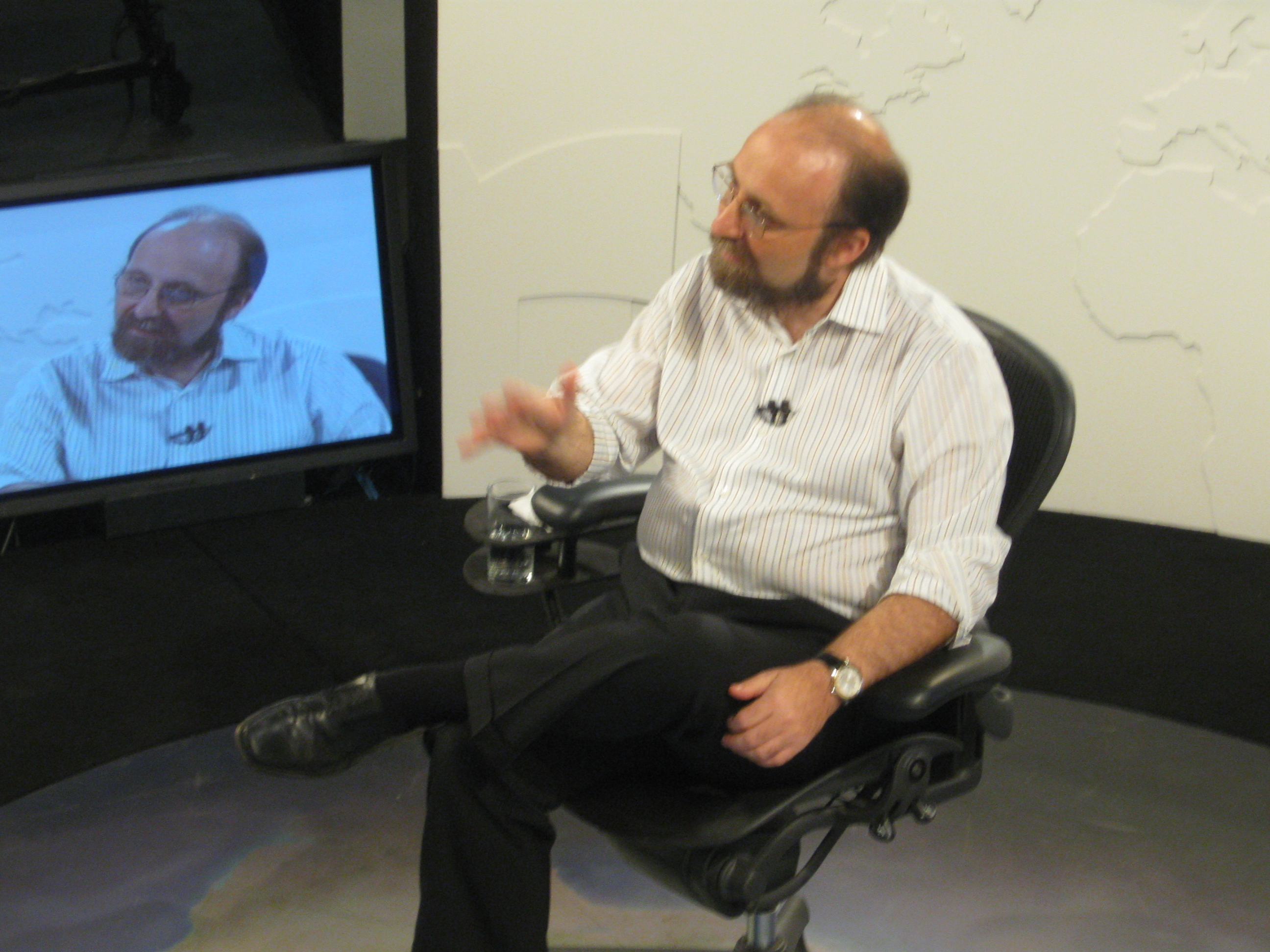
Miguel Nicolelis, premiado neurocientista brasileiro co-diretor do Centro de Neuroengenharia da Duke University.

Um neurocientista (anteriormente também denominado neurobiologista) é um profissional que estuda o campo científico da neurociência ou qualquer um de seus sub-campos. A neurociência (e também a neurobiologia) é uma disciplina distinta e separada da anatomia, neurologia, fisiologia, psicologia, ou psiquiatria e mais recentemente, têm se desenvolvida em grande parte devido à criação de métodos computacionais e técnicas de neuroimagem mais eficientes e robustos.
Estes cientistas usualmente trabalham em centros de pesquisas em universidades, agências governamentais, ou em indústrias da iniciativa privada.
O dia do neurocientista é comemorado no dia 13 de agosto.

## Formação
Muitas faculdades e universidades ao redor do mundo têm programas de graduação em neurociência, existindo algumas vezes em seus próprios departamentos ou como institutos dentro de algum outro departamento maior. É comum que um curso de neurociência exista próximo a cursos de psicologia, economia, biologia molecular e celular, ou medicina. 
Muitas universidades também oferecem cursos de pós-graduação, incluindo mestrado e doutorado, em neurociência e neurobiologia.